# O Direito das Mudanças Climáticas no Brasil
O Direito Ambiental das Mudanças Climáticas “é resultado da preocupação dos teóricos e operadores do Direito com as consequências naturais dos atos praticados pelos homens, e que tendem a causar modificação nas condições climáticas em todo o Globo”. 
É de fácil percepção que o clima do globo inteiro vem se alterando gradualmente ao longo dos anos, e que o que antes era tomado como mero sensacionalismo de ambientalistas radicais, hoje é percebido como uma realidade que preocupa a todos. Portanto, cabe esclarecer, que a preservação ambiental deixou de ser uma questão do centro do mundo (Europa e América do Norte), e passou a ser um problema que também envolve as chamadas “periferias do mundo”. Embora as mudanças climáticas tenham sua origem na atmosfera, seus efeitos acabam por se estender por quase todos ecossistemas e recursos ambientais, como por exemplo a biodiversidade, as águas, e o solo; sendo, assim, problemas que colocam a vida na terra em risco.
Inicialmente, cumpre destacar o conceito de atmosfera, a fim de que o tema que será tratado possa ser mais bem compreendido: essa consiste em uma camada de gases que envolve o planeta , e conforme o artigo 3º da Lei n.o 6.938/81 é um dos recursos ambientais do mesmo. 
A atmosfera não é passível de domínio, mas por ser um recurso ambiental é bem de interesse difuso, de forma que tanto o Poder Público – incluindo-se aqui, no caso brasileiro, a União, os Estados e os Municípios, tendo em vista a competência concorrente estabelecida pelo artigo 24, inciso VI da CF –, quanto a sociedade tem obrigação de protegê-la. 
Além de conter gases fundamentais para a vida humana, vegetal e animal, a atmosfera também é responsável por aprisionar parte do calor do Sol, garantindo uma temperatura média de 15ºC, e impedindo que nosso planeta seja um ambiente gelado e inabitável. Por isso, os principais gases componentes da atmosfera são intitulados de “Gases de Efeito Estufa” (GEE). O efeito estufa é, destarte, a princípio um fenômeno natural. 
Todavia, a partir da Revolução Industrial, esses gases (principalmente o CO2, CH4 e N2O) passaram a ser excessivamente liberados, ocasionando relevantes alterações no sistema climático, que afetam todo o planeta. Algumas consequências do aumento da temperatura média do planeta – o “aquecimento global”- são a ocorrência de eventos naturais, como furacões e tempestades, e o aumento do nível do mar. 
Esse ainda quadro se agrava com a destruição da camada de ozônio pela emissão do CFC, uma vez que esta tem o papel de absorver os raios solares ultravioleta.
Diante desse novo cenário, notou-se que os problemas ambientais são interconectados. O aquecimento global, por exemplo, que surge com a liberação excessiva dos gases de efeito estufa, leva à redução da biodiversidade, contribuindo, com isso para a degradação do solo. Igualmente, tem impacto sobre a população rural, devido à falta das chuvas, e sobre a urbana, que sofre com as enchentes. Com isso, uma abordagem global e geral dos problemas ambientais se tornou necessária. 

## As Leis e Resoluções brasileiras
Partindo-se do pressuposto que se trata de uma questão verdadeiramente nova, esta acaba por ainda não ser efetivamente disciplinada no âmbito jurídico, e é natural que haja na comunidade de juristas certa perplexidade acerca do papel do Direito na coerção das atividades que impactam o equilíbrio do clima. Afinal, teria o Poder Judiciário qual função neste contexto? 

### Resoluções do Brasil quanto à poluição atmosférica
O Brasil é o quinto maior emissor de gases-estufa do planeta e o desmatamento, no Brasil, responde por 75% das suas emissões. Deste modo, portanto, 3% dos gases que causam o efeito estuda na Terra são provenientes diretamente de queimadas de florestas brasileiras.
As consequências da poluição atmosférica são gravíssimas, uma vez que o excesso de poluentes no ar causa diversas doenças à população, bem como põe em risco a fauna e a flora local. Foi o caso da cidade de Cubatão (SP) onde se localiza um centro petroquímico, e que em 1970 foi considerada a mais poluída do mundo, levando a população a adquirir diversas doenças, dentre as mais conhecidas: o número de nascimentos anormal de fetos anencefálicos. 
Além disso, devido à chuva ácida causada pelos altos índices de enxofre no ar a vegetação da Mata Atlântica na cidade foi destruída, colocando em risco a Serra do Mar, que sem vegetação tendia a desmoronar a qualquer momento. Tal quadro só foi revertido devido à implantação da legislação ambiental e ao clamor da sociedade para que a situação se modificasse.
Tendo em vista o risco que a poluição do ar traz à vida no planeta, além dos crimes contra a atmosfera estarem previstos no artigo 54 da Lei de Crimes Ambientais, foram criadas diversas Resoluções que buscam dirimir a mesma:
a)	Resolução CONAMA n.o 5 de 15.06.1989: institui o Programa Nacional de Controle da Qualidade do Ar (PRONAR), que busca o desenvolvimento econômico e social do país de forma ambientalmente segura, limitando os níveis de emissão de poluentes. A Resolução CONAMA n.o 3 de 28.06.1990 complementou a n.o 5, definindo os padrões de qualidade do ar. 
b)	Resolução CONAMA n.o 18 de 06.05.1986: institui o Programa de Controle da Poluição do Ar por Veículos Automotores (PROCONVE), tendo em vista a contribuição destes para a emissão de poluentes. 
Em complemento, a Lei n.o 8.723/93 estabeleceu limites e prazos para os fabricantes de motores, veículos automotores e combustíveis observares no desenvolvimento de suas atividades. O PROCONVE ainda foi complementado pelas Resoluções n.o 315/02, 403/08 e 415/09. 
c)	Resolução CONAMA n.o 418 de 25.11.2009: institui critérios para a elaboração de Planos de Controle de Poluição Veicular (PCPV), com fins de implantação de Programas de Inspeção e Manutenção de Veículos em Uso. 

### Atuação do Judiciário e Mudanças Climáticas
O Poder Judiciário tem a disposição diversas leis que tratam sobre as mudanças climáticas, e diante do cenário que se expõe na atualidade, tem o dever de coibir – por meio da aplicação de normas cíveis e penais – a destruição do ecossistema brasileiro, que por ventura irá trazer consequências desastrosas para a manutenção da vida em nosso planeta.
O juiz deve sempre analisar os casos ambientais isoladamente, a fim de averiguar quais as consequências climáticas que irão incidir diante de determinada transgressão do ecossistema. Há, portanto, hoje a necessidade de se alterar a visão unificada de direito das mudanças climáticas do juiz, para que este possa perceber que em atos de agressão à natureza, é uma preocupação de todos, e que a aplicação de forma correta das leis de mudanças climáticas, é um grande passo para a consolidação do Direito das Mudanças Climáticas no âmbito Jurídico. 

## As mudanças climáticas e a legislação internacional
Após a Revolução Industrial as relações do homem com o meio ambiente se transformaram radicalmente, pondo em risco a saúde dos seres humanos e do próprio planeta. Durante muito tempo a comunidade internacional se viu sem uma legislação que regulasse a utilização dos recursos ambientais pelo homem, o que estabelecesse punições em casos de abusos e infrações. Foi a partir do século XX que começaram a se delinear as primeiras linhas diretivas de proteção do meio ambiente, tendo sido realizados diversas reuniões internacionais, visando a estabelecer protocolos e acordos entre as nações, para tentar diminuir os impactos ambientais.
	 Deve-se ressaltar a importância que o Caso Trail Smelter teve para a legislação ambiental, pois foi a primeira manifestação sobre o direito internacional do meio ambiente, a qual definiu que “nenhum Estado tem o direito de usar ou de permitir o uso de seu território de tal modo que cause danos em razão do lançamento de emanações no ou até o território de outro.” 
	Com o passar dos anos diversas convenções internacionais foram adotadas visando a proteger o meio ambiente sob diversos aspectos. Merece destaque a Conferencia de Estocolmo, a qual definiu regras para que a atividade econômica não causasse danos irreparáveis ao meio ambiente, tendo sido formulada a Convenção de Estocolmo que se destacou “em razão do enfoque conferido ao tema, pois o núcleo da atenção não se restringia a um recurso ambiental, ou a uma espécie em perigo, mas abordava o meio ambiente como um todo, objeto de preocupação de toda a humanidade”. 
Em relação as questões das mudanças climáticas, a Conferencia do Rio de Janeiro sobre o meio ambiente e o desenvolvimento foi um marco para a história da legislação ambiental internacional, pois representou um consistente processo de montagem de uma ordem jurídica ambiental, haja vista que entre 1972 (ano da convenção de Estocolmo) e 1992 (ano da conferencia do RJ) os níveis de poluição atmosférica haviam aumentado drasticamente e nada efetivamente havia sido feito. Foi estabelecida uma convenção quadro sobre mudança do clima, a qual estabeleceu estratégias de combate ao efeito estufa e á destruição da camada de ozônio que não estavam definidas pelo Protocolo do Montreal. Seu objetivo era evitar interferências antropogênicas perigosas no sistema climático”.  Incluiu-se na pauta de metas que os países industrializados mantivessem suas emissões de gases estufa nos níveis de 1990. Por fim, estabeleceu-se o princípio da responsabilidade comum diferenciada, que significa que todos os países têm a responsabilidade de proteger o clima, mas o norte deve ser o primeiro a atuar.  
Diante da crescente problemática da destruição da camada de ozônio, foi realizada a Convenção de Viena para a Proteção da Camada de Ozônio em 1985, tendo sido estabelecido o Protocolo de Montreal sobre as substâncias que destroem a camada de ozônio. Restou estabelecido que os países deveriam diminuir o consumo de SDOS a partir de um princípio das obrigações comuns diferenciadas, ou seja, os países desenvolvidos que historicamente tiveram maior consumo de tais substâncias deveriam contribuir financeiramente para apoiar a implementação de medidas para eliminar essas substâncias em países em desenvolvimento.  Por isso, e 1990 foi instituído o Fundo Multilateral para Implementação do Protocolo de Montreal (FML), administrado por um Comitê Executivo e abastecido por países desenvolvidos. 
	Por fim, merece grande destaque o Protocolo de Kyoto, acordo fechado durante a terceira Conferência das Partes da Convenção das Nações Unidas sobre Mudanças Climáticas de 1997. Estabeleceu metas de redução das emissões de dióxido de carbono, que é responsável por 70% das emissões relacionadas ao aquecimento global, e outros gases causadores do efeito estufa.  Para que o Pacto entre em vigor, será necessário que ele torne lei em pelo menos 55 países, que somem ao todo, 55% das emissões. No entanto, os Estados Unidos ainda não apoiaram o protocolo, o que gera um grave empasse mundial, na medida em que são os maiores poluidores e sem a sua aderência, o protocolo tem sua validação parada. 

## Conclusão
Com os avanços e desenvolvimentos tecnológicos a intervenção humana no meio ambiente tem se tornado cada vez mais intensa e perigosa. Os recursos energéticos estão correndo risco de se esgotarem e a poluição tem tomado níveis alarmantes. Pudemos notar que a comunidade internacional tem adotado grandes esforços para tentar diminuir os impactos que o homem vem causando no mundo, numa tentativa de tentar amenizar os prejuízos que poderão vir a surgir para as gerações futuras.
Neste contexto de convenções e tratados internacionais visando a proteção ambiental o Brasil também é uma série de medidas no âmbito nacional para que se proteja e preserve o meio ambiente e nossos recursos ambientas. No entanto, é necessário que políticas mais incisivas e grandes pressões internacionais sejam tomadas para que de fato todos os países possam contribuir efetivamente para a proteção do meio ambiente.